# Рест, Гийом
Гийо́м Лино́ Рест (фр. Guillaume Lino Restes; родился 11 марта 2005) — французский футболист, вратарь клуба «Тулуза».

## Клубная карьера
Рест родился в Тулузе, где начал заниматься футболом в местной команде «Тулуза Монтодран». В возрасте 6 лет присоединился к академии клуба Лиги 1 «Тулуза». 13 августа 2023 года дебютировал за основную команду клуба в матче чемпионата Франции против «Нанта».

## Карьера в сборной
Выступал за сборные Франции до 17 и до 18 лет.